# Chromis okamurai
Chromis okamurai là một loài cá biển thuộc chi Chromis trong họ Cá thia. Loài này được mô tả lần đầu tiên vào năm 1989.

## Từ nguyên
Từ định danh okamurai được đặt theo tên của Osamu Okamura, Giáo sư ngành động vật học đến từ Đại học Kochi, người đã cho các tác giả mượn mẫu vật của loài cá này.

## Phạm vi phân bố và môi trường sống
C. okamurai lần đầu tiên được biết đến thông qua một mẫu vật duy nhất được thu thập tại trũng Okinawa (dưới biển Hoa Đông) ở độ sâu khoảng 135–175 m. Loài này sau đó cũng được ghi nhận tại rạn san hô Great Barrier (Úc) ở độ sâu 143 m.

## Mô tả
C. okamurai có chiều dài cơ thể lớn nhất được ghi nhận là 9,4 cm. Cá trưởng thành màu xanh xám có một dải nâu từ mắt xiên chéo lên phía cuối của vây lưng. Một dải trắng nằm ngay dưới dải đen, kéo dài từ sau ở mắt đến rìa trên cuống đuôi. Một dải đen mờ hơn từ gốc vây ngực kéo dài đến giữa cuống đuôi. Vùng lưng và vây lưng màu vàng nhạt. Vây hậu môn màu xanh lam nhạt. Vây đuôi màu vàng tươi. Gốc vây ngực có một đốm đen lớn bao quanh. Cá con màu xám bạc ở nửa thân dưới, màu vàng tươi ở nửa thân trên và có thêm một đốm đen ở cuống đuôi. Vây bụng màu xanh lam óng.
Số gai ở vây lưng: 14; Số tia vây ở vây lưng: 13; Số gai ở vây hậu môn: 2; Số tia vây ở vây hậu môn: 12; Số tia vây ở vây ngực: 18–19; Số gai ở vây bụng: 1; Số tia vây ở vây bụng: 5; Số vảy đường bên: 17.

## Sinh thái học
Thức ăn của C. okamurai là động vật phù du. Cá đực có tập tính bảo vệ và chăm sóc trứng; trứng có độ dính và bám vào nền tổ.